# 馬丁斐野樂
《馬丁斐野樂》（西班牙語：Martín Fierro），又名《高卓人馬丁斐野樂》（西班牙語：El Gaucho Martín Fierro），是阿根廷作家何塞·埃尔南德斯創作的民族史詩。這首詩最初分為兩部分出版：《高卓人馬丁斐野樂》（1872年）和《馬丁斐野樂歸來》（1879年）。以韻文形式寫成，被認為是高卓文學的典範文學作品，全詩包含2316行詩句和13首歌曲，描述高卓人馬丁·斐野樂因遭強制徵兵而致妻離子散，後來獲罪被追捕，面對人多勢眾的警察，依然不屈地奮戰。這部史詩為高卓人對阿根廷國家發展的貢獻—即高卓人在阿根廷脫離西班牙獨立的過程中發揮了重要作用—提供了歷史聯繫。
這首詩用西班牙語寫成，讓人想起阿根廷鄉村，被廣泛視為高卓詩歌（以高卓人生活為中心的詩歌，以Payadas風格寫成）的巔峰之作，也是阿根廷民族認同的試金石。它已出現數百個版本，並被翻譯成70多種語言。